# Ведды
Ве́дды (синг. වැද්දා /ˈvædːaː/, там. வேடுவர் vēṭuvar) — коренное население Шри-Ланки, населяющее, главным образом, Восточную провинцию. В 2002 году их было 2 500 человек.
Язык — ведда — креольский язык на основе сингальского и предположительно древнего языка веддов, который исчез и не был описан наукой. Используют также сингальский. 
Религия — буддизм, индуизм, с сохранением традиционных верований. Развиты шаманство и ритуальные танцы.

## Этимология
Современный этноним и самоназвание веддов (ед. ч. ведда; варианты: веда, беда, веддо, ваедда; сингальское väddā, мн. ч. väddō; тамильское vedan) этимологически восходит к санскритскому vyādha («стрелок из лука, охотник»). Распространено и собственно сингальское название vanyalā-ätto («живущие в лесу», «лесные люди», «владельцы леса»); им пользуются и сами ведды. Посетивший Цейлон в 1874 году русский востоковед-индолог И. П. Минаев выводил название этого народа от сингальского bedi «лес».

## Места проживания
В настоящее время ведды живут преимущественно в провинциях Восточной и Ува. Веддарата — «страной веддов» — называют округ Бинтенне (верховья рек Гал-Оя и Мадура-Оя).

## Происхождение
Протоведдоиды населяли многие районы Южной Азии. Ещё в последние века до н. э. они жили по всему острову, но были вытеснены сингалами и тамилами. 

## Антропология
Раса — веддоидная. Близки бхилам Центральной Индии и ряду племён Южной Индии. Низкорослы; средний рост — 153 см.

## Социальная структура
Ведды подразделяются на 9 родовых групп (варуге): морана, унапана, ругам, уру, тала, натудена, кирито, мэбилле, гама. Члены каждой группы обладали равными правами охоты, сбора ягод и мёда, рыбной ловли, пользования пещерами и гротами на территории своего обитания. Сейчас ведды делятся на сельских и лесных. 
Семья — моногамная. Замужние дочери живут с родителями, сыновья — нет. В брак вступают рано. Права равные. Безупречным считается кросскузенный брак (между детьми брата и сестры). Ортокузенный брак (между детьми двух братьев или сестёр) считается кровосмешением. Распространены сорорат (брак мужчины с сестрой умершей жены) и левират (брак женщины с братом умершего мужа). Брачные церемонии просты: жених дарит подарки родителям и ближайшим родственникам супруги, устраивая для них угощение. У веддов возможны разводы и повторные браки. Счёт родства ведётся по женской линии.

## Хозяйство
Традиционные занятия веддов: охота, в том числе на слонов, бортничество и собирательство, на чём основывалась их меновая торговля, отчасти подсечно-огневое земледелие. К настоящему времени многие ведды перешли к пашенному земледелию и рыбной ловле.
Ремёсла не развиты. Есть гончарство, но примитивное.
Основное оружие охоты — лук и стрелы. Известны также дротик, копьё, силки, ловушки. В прошлом практиковалась загонная охота на слонов. В небольшом количестве сейчас появляется огнестрельное оружие.
Традиционное жилище — шалаш. Материалы: прутья, кора, солома, трава. Внутри — оленьи шкуры, глиняная посуда, ступа, топоры, мотыги, оружие. Открытый очаг находится вне жилища. Огонь добывают трением.
Исконно ведды жили в шалашах, пещерах, даже домиках на деревьях, сейчас придерживаются общих деревенских традиций в их простом варианте.
Одежда: набедренная повязка, передник из коры дерева рити. Позже стали распространяться саронги, блузки, сари. Женщины носят хлопчатобумажные белые юбки до колен. Хлопчатобумажные ткани покупают в Баттикалоа.
Пища: плоды земледелия, охоты и собирательства. Предпочитают мясо животных. В качестве посуды употребляют высушенные плоды растений.